# Viaduc de Rapilly
Le viaduc de Rapilly, aussi appelé pont du Boulaire, a été construit entre les communes de Rapilly dans le Calvados et Ménil-Vin dans l'Orne, pour le compte de la compagnie des chemins de fer de l'Ouest. Il permettait à la ligne de Falaise à Berjou de franchir la vallée du Boulaire, sous-affluent de l'Orne par la Baize.

## Histoire
Un premier pont est construit à partir de la rive côté Ménil-Vin en 1873, mais un fort coup de vent cause la rupture de la deuxième arche et le tablier tombe quarante mètres plus bas tuant trois ouvriers. Un second pont est alors construit depuis la rive de Rapilly et la ligne est mise en service le 5 avril 1874. Le tablier, à l'origine en chêne est remplacé en 1896 par des plaques d'acier. Reprise par la compagnie des chemins de fer de l'État en 1908, l'exploitation du tronçon Pont-d'Ouilly-Falaise a cessé le 1er mars 1938.
Durant la Seconde Guerre mondiale, les proches habitants s'y réfugient pour se protéger des bombardements. Il est lui-même la cible de l'aviation alliée mais reste quasiment intact.
Son tablier est retiré à partir de septembre 1959 et seuls les piliers subsistent.

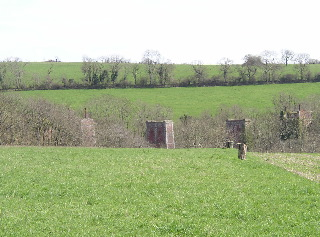
Piles du viaduc de Rapilly.

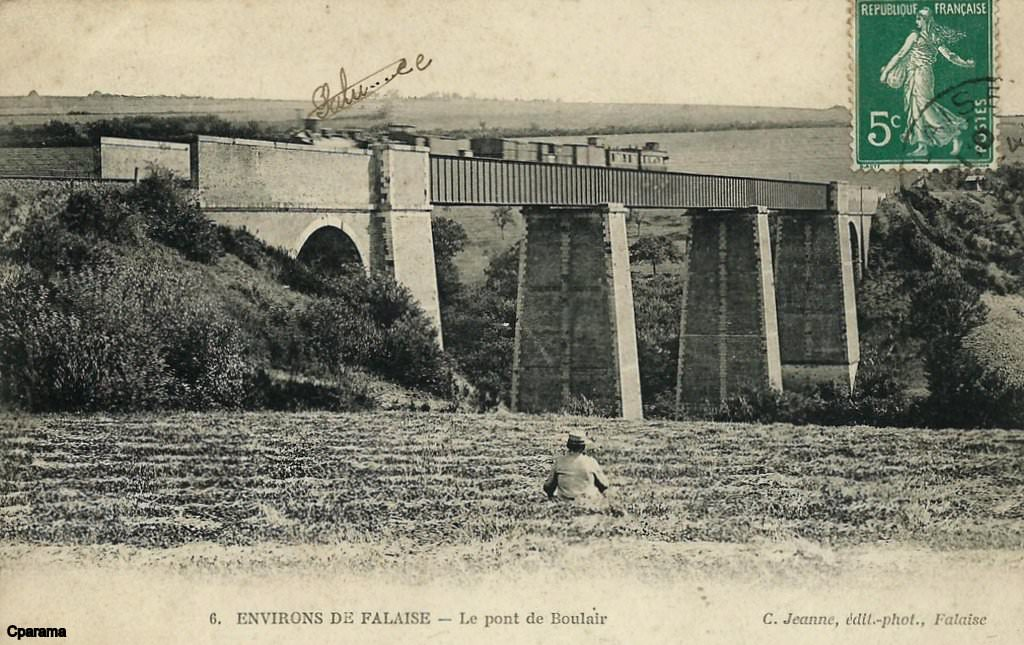
Passage d'un train sur le viaduc.

## Caractéristiques
L'ouvrage en maçonnerie mesurait 141,61 m, le tablier 115,61 m. Il était large de 5,30 m. Le tirant d'air sur la vallée du Boulaire était de 33,75 m.